# Silver the Hedgehog
Silver the Hedgehog is een zilverkleurige antropomorfe egel uit de Sonic the Hedgehog-franchise. Hij is vrijwel gelijk aan Sonic en Shadow. Hij maakte zijn debuut in het spel Sonic the Hedgehog.
Silver werd samen met Blaze the Cat teruggestuurd in de tijd om een ramp te voorkomen die tot de vernietiging van de wereld had geleid. Hij wilde voorkomen dat de god Solaris zou worden vrijgelaten. Silver heeft een sterk gevoel voor rechtvaardigheid, en neemt het vaak op voor anderen die zichzelf niet kunnen verdedigen.
Silver beschikt over telekinetische krachten, iets waar de levels in zijn verhaalmode dan ook op gebouwd zijn. Verder kan hij net als Sonic en Shadow veranderen in een supervorm en Chaos Control gebruiken.

## In de spellen
Silver kwam voor het eerst in de game Sonic the Hedgehog. Hij dacht toen dat Sonic een schurk was die de wereld wou veroveren. Verder doet Silver eveneens mee in de spellen Sonic Rivals en Sonic Rivals 2. In Sonic Rivals 2 werkt hij samen met Espio. En in Sonic and the Black Knight speelt hij Sir Galahad. In Sonic and the Secret Rings is hij speelbaar in de Party Mode. Maar hij heeft geen rol in het verhaal. Hij doet ook mee in Sonic Riders: Zero Gravity. In Sega Superstars Tennis komt hij wel voor, maar is geen speelbaar karakter. Silver is ook teruggekeerd als vijand in Sonic Generations.